# Vogue Athens Open
Vogue Athens Open — профессиональный женский теннисный турнир. Играется на открытых кортах с покрытием типа хард.
Соревнования проводятся в столице Греции — Афинах.

## Общая информация
Турнир организован накануне сезона-2008. Первое соревнование было проведено на грунте и сразу вошло в число престижнейших турниров ITF. Через год турнир был переведён на хард.
В 2010 году из-за финансовых проблем соревнование уменьшило вдвое свой призовой фонд, а накануне турнира-2011 и вовсе было отменено.

## Финалисты разных лет

### Одиночный турнир
| Год  | Чемпионка            | Финалистка     | Счёт финала |
| ---- | -------------------- | -------------- | ----------- |
| 2010 | Элени Данилиду       | Лаура Поус-Тио | 6-4 6-1     |
| 2009 | Елена Докич          | Элени Данилиду | 6-1 6-2     |
| 2008 | Лурдес Домингес Лино | Сорана Кырстя  | 6-4 6-4     |

### Парный турнир
| Год  | Чемпионки                       | Финалистки                    | Счёт финала    |
| ---- | ------------------------------- | ----------------------------- | -------------- |
| 2010 | Виталия Дьяченко Ипек Шенолу    | Элени Данилиду Петра Мартич   | Без игры       |
| 2009 | Элени Данилиду Ясмин Вёр        | Тимея Бачински Татьяна Гарбин | 6-2 5-7 [10-4] |
| 2008 | Сорана Кырстя Галина Воскобоева | Кристина Барруа Юлия Шруфф    | 6-2 6-4        |